# سلالة تانغ الحاكمة
إن سلالة تانغ أو سلالة تانج ((بالصينية: 唐朝؛ البينيين: Táng Cháo); tʰɑ̌ŋ tʂʰɑ̌ʊ; الصينية الوسطى: Dâng) (من 18 يونيو 618 – 1 يونيو 907) كانت إحدى السلالات الحاكمة في الصين سبقتها مملكة سوي وتلتها فترة الأسر الخمس والممالك العشر. أسست تلك المملكة أسرة لي (李) الذي اغتصب السلطة أثناء فترة ضعف وانهيار إمبراطورية سوي. ولكن سرعان ما انتهت تلك المملكة بتأسيس مملكة تشو الثانية (8 أكتوبر 690 - 3 مارس 705) عندما استولت الإمبراطورة وو شتيان على العرش وأصبحت الإمبراطورة الأم التي تصل للعرش دون أن تكون ولية عهد. يعتبر المؤرخون عمومًا تانغ كنقطة عالية في الحضارة الصينية، وعصر ذهبي للثقافة العالمية.
إن سلالة تانج، وعاصمتها تشانغآن (الاسم الحالي شيان)، التي كانت في ذلك العصر أكثر مدن العالم من حيث عدد السكان، تعتبر عمومًا نقطة بارزة في تاريخ الحضارة الصينية، وتساوي في مكانتها العصر الذهبي للثقافة العالمية في مملكة هان أو تتفوق عليه. كما أن الأراضي التابعة لها، والتي تم الاستيلاء عليها بالحملات العسكرية التي شنها الحكام الأوائل في تلك المملكة، تنافس الأراضي التابعة لـ مملكة هان. وفي تعدادين في القرن السابع والثامن، قدرت سجلات سلالة تانج عدد السكان حسب عدد المنازل المسجلة، وكان تعداد السكان يبلغ حينئذ 50 مليون نسمة تقريبًا. ولكن حتى عندما كانت الحكومة المركزية تتهاوى ولم يكن بمقدورها إجراء تعداد دقيق لعدد السكان في القرن التاسع، فقد كان يقدر أن عدد السكان قد ارتفع في ذلك الوقت ليصبح 80 مليون نسمة تقريبًا. وبفضل القاعدة السكانية الهائلة، تمكنت المملكة من إنشاء جيوش محترفة ومجندة تضم مئات الآلاف من القوات للتوافق مع القوى الرحالة في السيطرة على آسيا الداخلية وطرق التجارة المغرية عبر طريق الحرير. كانت مختلف الممالك والدول تدفع الخراج لسلالة تانج، بينما كانت السلالة تهزم أو تُخضع مناطق مختلفة لسيطرتها وكانت تتحكم فيها بطريقة غير مباشرة من خلال نظام الوصاية. وإلى جانب التجانس السياسي، كان لسلالة تانج تأثير ثقافي هائل على الدول المجاورة مثل كوريا واليابان وفيتنام.
إلى حد بعيد، كان عصر سلالة تانج عصر تقدم واستقرار، ما عدا فترة تمرد آن لوشان وتراخي السلطة المركزية في النصف الأخير من عمر السلالة. ومثل مملكة سوي السابقة، أبقت سلالة تانج على نظام الخدمة المدنية الذي يقوم على توظيف مسؤولين من خلال اختبارات قياسية والتوصيات لتولي المناصب. ولكن انهار هذا النظام المدني عند نشأة الحكام العسكريين على الأقاليم والمعروفين باسم جيدوشي في القرن التاسع. الحضارة الصينية ازدهرت ونضجت أثناء عصر سلالة تانج، ويعتبر هذا العصر من أعظم عصور الشعر الصيني. وينتمي اثنان من أشهر شعراء الصين، لي باي ودو فو، إلى هذا العصر، وينتمي إليه كذلك العديد من أشهر الرسامين مثل هان جان وتشانغ شوان، وزوو فانج. وكانت هناك مجموعة غنية من الأدب التاريخي الذي قام بتجميعه مجموعة من العلماء، بالإضافة إلى موسوعات وأعمال جغرافية.

## خلفية تاريخية

### التأسيس
كانت عائلة لي تنتمي للأرستقراطية العسكرية الشمالية الغربية التي سيطرت في عهد سلالة سوي الحاكمة وكانت تدعي أنها تنحدر من جهة الأب من المؤسس الداوي لاوزي (الذي كان اسمه الشخصي لي دان أو لي إر) ومن جنرال سلالة هان الحاكمة لي غوانغ ومن حاكم ليانغ الغربية لي غاو. عرفت هذه العائلة باسم سلالة اللونغشي لي (سلالة لي، 隴西李氏)، التي ينتمي إليها شاعر التانغ لي باي. انحدر أباطرة التانغ أيضًا من جهة الأم من شيانبي، إذ تنتمي أم غاوزو إمبراطور سلالة التانغ إلى سلالة الشيانبي، وهي الدوقة دوغو.
كان لي يوان دوقًا من سلالة التانغ وحاكم تاييوان (Taiyuan)، التي تسمى حاليًّا شانشي، في مرحلة انهيار حكم سلالة السوي، التي كان من أسبابها فشل السوي في غزو الجزء الشمالي من شبه الجزيرة الكورية خلال حرب الغوغوريو-سوي. اجتمع لديه الجاه والخبرة العسكرية، وكان ابن خالة الإمبراطور يانغ من سلالة سوي. صعد لي يوان في ثورة في عام 617، مع ابنه وابنته العسكرية كذلك الأميرة بينغيانغ (توفيت 623 م.)، التي دربت وقادت جيوشها الخاصة. في شتاء 617، احتل لي يوان منطقة تشانغان، وأزاحت الإمبراطور يانغ لتعطيه منصب تايشانغ هوانغ أو الإمبراطور المتقاعد، وأصبحت الوصية على عرش الإمبراطور الطفل يانغ يو الذي كان لعبة بيدها. عقب وصول أخبار قتل الإمبراطور يانغ على يد القائد العسكري يوين هواجي في 18 يونيو 618، أعلن لي يوان نفسه إمبراطور السلالة الحاكمة الجديدة: سلالة التانغ.
حكم لي يوان، الذي عرف أيضًا باسم الإمبراطور غازو من سلالة تانغ، حتى عام 626، حين أزيح بالقوة من قبل ابنه لي شيمين، أمير كين. لي شيمين كان يقود الجنود منذ أن كان في الثامنة عشر من عمره، كان فارسًا يجيد استخدام القوس والنشاب، والسيوف، والرماح، وكان مشهورًا بحملات فرسانه الفعالة. هزم جيش دو جياندي (573-621) رغم تفوقه العددي في لويانغ في معركة هولاو في 28 مايو 621. في إبادة عنيفة للعائلة الملكية خشية الاغتيال، نصب لي شيمين كمينًا لاثنين من إخوانه وقتلهما، وهما لي يوانجي (ولد عام 603) وولي العهد لي جيانشينغ (ولد عام 589) في حادثة بوابة شوانوو في 2 يوليو 626. بعد ذلك بقليل، تنازل والده عن الحكم لصالحه وصعد لي شيمين إلى العرش. يعرف عادةً باسمه الهيكلي (اسم يعطى لملوك الشرق الأقصى بعد وفاتهم وينسب إلى المعابد أو الهياكل المخصصة لعبادة الأجداد) تايزونغ.
مع أن قتل أهوين وإزاحة الأب يناقضان بر الوالدين الذي توصي به التعاليم الكونفوشيوسية، فقد أثبت تايزونغ نفسه كقائد قادر يستمع إلى نصيحة أحكم مستشاريه. في عام 628 أقام تايزونغ جنازة احتفائية بوذية لضحايا الحرب، وفي 629 أقام معابد بوذية في مواقع المعارك الكبرى حتى يصلي النساك لضحايا طرفي القتال. كان هذا أثناء حملة التانغ ضد خانية غوك تورك التي دمرت بعد القبض على حاكمها، الخاقان إيليغ على يد الضابط العسكري الشهير في جيش التانغ: لي جينغ (571-649)؛ الذي أصبح فيما بعد كبير مستشاري سلالة التانغ الحاكمة. مع هذا النصر، قبل الترك تايزونغ خاقانًا لهم، وعدل المسمى إلى تيان كيهان (الخاقان السماوي) بالإضافة إلى حكمه كإمبراطور للصين تحت المسمى التقليدي «ابن السماء». ورث حكم تايزونغ ابنه لي زي (باسم الإمبراطور غاوزونغ) في عام 649.

### استلاب وو زيتيان
مع أنها دخلت بلاط الإمبراطور غاوزونغ كخدينة الملك وو وي ليانغ، صعدت وو زيتيان إلى أعلى كرسي في السلطة في عام 690، مؤسسة سلالة ووز وقصيرة الحكم. تحقق صعود الإمبراطورة للسلطة بأساليب قاسية ومحسوبة: نصت نظرية مؤامرة شعبية على أنها قتلت ابنتها الرضيعة ولامت إمبراطورة غاوزونغ على ذلك حتى تزاح الإمبراطورة عن الحكم. عانى الإمبراطور غاوزونغ نوبةً في عام 655، وبدأت وو تصدر الكثير من قرارات البلاط عنه، مناقشةً شؤون الدولة مع مستشاريه، الذين تلقوا منها الأوامر وهي تجلس وراء حجاب. حين بدأ أكبر أبناء وو، ولي العهد، يؤكد على سلطته ويروج لسياسات عارضتها الإمبراطورة وو مات فجأةً في عام 675. شك العديد بأن الإمبراطورة وو سممته. رغم أن الوريث التالي بقي في الظل، فقد اتهمته وو في عام 680 بالتخطيط لثورة ونُفي إثر ذلك. (أجبر فيما بعد على الانتحار).
في عام 683 توفي الإمبراطور غاوزونغ. ورثه الإمبراطور زونغزونغ، أكبر أبنائه الأحياء من وو. حاول زونغزونغ أن يعين والد زوجته كبير مستشارين: بعد ستة أسبيع فقط من حكمه، أزاحته الإمبراطورة وو لصالح أخيه الأصغر، الإمبراطور رويزونغ. حفز هذا مجموعة من أمراء التانغ ليثوروا في عام 684. قمعتهم جيوش وو خلال شهرين. أعلنت عن حقبة تيانشو من سلالة وو زو في 16 أكتوبر 690، وبعدها بثلاثة أيام أزاحت الإمبراطور رويزونغ لمنصب ولي عهد. أُجبر أيضًا على الاستغناء عن كنية أبيه لي لينتسب إلى كنية أمه الإمبراطورة وو. بعد ذلك حكمت الصين لتكون المرأة الوحيدة التي تصبح إمبراطورة حاكمة الصين.
أجبر انقلاب في القصر في العشرين من فبراير من عام 705 الإمبراطورة وو على تسليم منصبها في 22 فبراير. في اليوم التالي استعاد ابنها زونغزونغ الحكم؛ استعيد حكم سلالة التانغ رسميًّا في الثالث من آذار. توفيت بعد ذلك بقليل. لتشريع حكمها، تداولت وثيقة تعرف باسم سوترا الغمامة العظيمة، وفيها تنبؤ بأن تقمصًا لبوذا المايتريا سيكون ملكةً أنثى ستطرد عن العالم المرض والقلق والكوارث. حتى أنها قدمت العديد من التعديلات على المقاطع الصوتية في اللغة المكتوبة، وقد عادت المقاطع إلى شكلها الأصلي بعد وفاتها. قد يكون أهم جزء من إرثها تقليص نفوذ الطبقة الأرستقراطية الشمالية الغربية، سامحةً للناس من القبائل الأخرى والمناطق الأخرى في الصين بتمثيل سياسي وحكومي أكبر في الصين.

### نهاية حكم السلالة
بالإضافة إلى الكوارث الطبيعية والحكم الذاتي لجيدوشي أماسينغ، نتج عن ثورة الهوانغ تشاو (874-884) إزاحة كل من تشانغان ولويانغ، وتطلب أمر إخماد الثورة عقدًا كاملًا من الزمن. رغم انهزام الثورة على يد التانغ، إلا أن السلالة لم تتعاف أبدًا من تلك الضربة الحاسمة، ما أضعفها وسهل على القوى العسكرية الأخرى أن تسيطر في المستقبل. كان هناك أعداد كبيرة من العصابات أيضًا، بحجم جيوش صغيرة، وقد أفسدت الأرياف في أواخر سنين سلالة التانغ، وقد هربوا الملح المحظور، ونصبوا كمائن للتجار والقوافل، حتى أنهم حاصروا عدة مدن مسورة.
استسلم زو وين، الذي كان بالأساس مهرب ملح مجند عند الثائر هوانغ تشاو، لقوى التانغ. بمساعدته على هزيمة هوانغ؛ سمي زو كوانزونغ ومنح سلسلة من الترقيات العسكرية السريعة ليصبح الحاكم العسكري لدائرة شوانوو. احتل زو لاحقًا عدة دوائر وأصبح أقوى أمير جيش. في عام 903، سيطر على البلاط الإمبراطوري ونقل الإمبراطور زاوزونغ من سلالة التانغ مجبرًا العاصمة إلى لويانغ، مجهزًا نفسه ليدعي العرش لنفسه. في عام 904 اغتال زو الإمبراطور زاوزونغ ليستبدل به ابنه الشاب الإمبراطور آي من سلالة التانغ. في عام 905 أعدم زو 9 من أخوات الإمبراطور آي بالإضافة إلى العديد من المسؤولين الرسميين والإمبراطورة دواغر هي. في عام 907 انتهت سلالة التانغ عندما أزاح زو الإمبراطور آي عن العرش وادعى العرش لنفسه (عرف بعد وفاته بالإمبراطور تايزو من سلالة ليانغ المتأخرة الحاكمة). أسس سلالة ليانغ المتأخرة التي بدأت الحقبة الزمنية للسلالات الخمس والممالك العشر. بعد ذلك بعام أمر زو بتسميم الإمبراطور آي ليموت.